# Fußball-Europameisterschaft 1980/Statistik
Dieser Artikel gibt einen Überblick über die Rekorde und Statistiken zur Fußball-Europameisterschaft 1980.

## Abschlusstabelle EM 1980
| Rang | Mannschaft       | Spiele | Siege | Unentschieden | Niederlagen | Tore | Tordifferenz | Punkte |
| ---- | ---------------- | ------ | ----- | ------------- | ----------- | ---- | ------------ | ------ |
| 1    | BR Deutschland   | 4      | 3     | 1             | 0           | 6:3  | +3           | 7:1    |
| 2    | Belgien          | 4      | 1     | 2             | 1           | 4:4  | ±0           | 4:4    |
| 3    | Tschechoslowakei | 4      | 1     | 2             | 1           | 5:4  | +1           | 4:4    |
| 4    | Italien          | 4      | 1     | 3             | 0           | 2:1  | +1           | 5:3    |
| 5    | Niederlande      | 3      | 1     | 1             | 1           | 4:4  | ±0           | 3:3    |
| 6    | England          | 3      | 1     | 1             | 1           | 3:3  | ±0           | 3:3    |
| 7    | Spanien          | 3      | 0     | 1             | 2           | 2:4  | −2           | 1:5    |
| 8    | Griechenland     | 3      | 0     | 1             | 2           | 1:4  | −4           | 1:5    |

Anmerkung: Entscheidend für die Reihenfolge ist die erreichte Runde (Sieger, Finalist, Dritter, Vierter, Gruppenphase), Das im Elfmeterschießen entschiedene Spiel um Platz 3 wird in der Tabelle als Remis gezählt.

## Spieler
- Ältester Spieler: Dino Zoff (Italien) mit 38 Jahren und 114 Tagen (4 Einsätze)
- Jüngster Spieler: Lothar Matthäus (Deutschland) mit 19 Jahren und 85 Tagen (1 Einsatz)

## Torschützen
- Erster Torschütze: Karl-Heinz Rummenigge (Deutschland) im Eröffnungsspiel gegen die Tschechoslowakei
- Jüngster Torschütze: Nikolaos Anastopoulos (Griechenland) mit 22 Jahren und 144 Tagen – auch erster und bis 2004 einziger EM-Torschütze für Griechenland
- Ältester Torschütze: Julien Cools (Belgien) mit 33 Jahren und 123 Tagen
- Schnellster Torschütze: Antonín Panenka (Tschechoslowakei) in der 6. Minute des Gruppenspiels gegen Griechenland

## Torschützenliste
| Rang | Spieler               | Tore |
| ---- | --------------------- | ---- |
| 1    | Klaus Allofs          | 3    |
| 2    | Horst Hrubesch        | 2    |
|      | Kees Kist             | 2    |
|      | Zdeněk Nehoda         | 2    |
| 5    | Karl-Heinz Rummenigge | 1    |
|      | Nikolaos Anastopoulos | 1    |
|      | Trevor Brooking       | 1    |
|      | Quini                 | 1    |
|      | Jan Ceulemans         | 1    |
|      | Julien Cools          | 1    |
|      | Eric Gerets           | 1    |
|      | Francesco Graziani    | 1    |
|      | Ladislav Jurkemik     | 1    |
|      | Willy van de Kerkhof  | 1    |
|      | Antonín Panenka       | 1    |
|      | Johnny Rep            | 1    |
|      | Daniel Ruiz-Bazán     | 1    |
|      | Marco Tardelli        | 1    |
|      | René Vandereycken     | 1    |
|      | Ladislav Vízek        | 1    |
|      | Ray Wilkins           | 1    |
|      | Tony Woodcock         | 1    |

Torschützenkönig des gesamten Wettbewerbs wurde der Engländer Kevin Keegan mit 7 Toren, die er alle in der Qualifikation erzielte.

## Trainer
- Jüngster Trainer: Jozef Vengloš (Tschechoslowakei) mit 44 Jahre, 114 Tagen
- Ältester Trainer: Ron Greenwood (England) mit 58 Jahren und 220 Tagen

## Qualifikation
33 der damaligen Mitgliedsverbände wollten an der EM teilnehmen. Da Italien als Gastgeber automatisch qualifiziert war, standen für die übrigen 32 UEFA-Mitglieder noch sieben Plätze zur Verfügung, um die in vier Fünfer- und drei Vierer-Gruppen gespielt wurde. Die Gruppensieger waren diesmal direkt qualifiziert, da es keine Viertelfinalspiele mehr gab. Von den vorherigen Europameistern konnten sich neben Gastgeber Italien auch Titelverteidiger Tschechoslowakei, Deutschland und Spanien qualifizieren. Die UdSSR wurde in ihrer ausgeglichenen Gruppe Letzter hinter Griechenland, Ungarn und Finnland. Von den Teilnehmern der letzten EM scheiterte Jugoslawien an Spanien. Zwar konnten beide beim Gegner gewinnen, die Jugoslawen verloren aber in Rumänien, wo Spanien ein Remis erreichte. Keine Mannschaft konnte alle Spiele gewinnen. Die meisten Siege gelangen England (7 bei einem Remis). Island verlor als einzige Mannschaft alle Spiele (8). England schoss die meisten Tore (22), Deutschland kassierte nur ein Gegentor beim 5:1-Sieg gegen Wales. Bester Torschütze der Qualifikation war Kevin Keegan (England) mit 7 Toren. Erstmals konnte sich Griechenland qualifizieren.

## Fortlaufende Rangliste
Mit dem EM-Titel übernahm Deutschland die Führung in der ewigen Rangliste, die bis heute anhält.
| Rang | Mannschaft          | Teilnahmen | Spiele | Siege | Unentschieden | Niederlagen | Tore  | Tordifferenz | Punkte |
| ---- | ------------------- | ---------- | ------ | ----- | ------------- | ----------- | ----- | ------------ | ------ |
| 1    | BR Deutschland ↑1   | 3          | 8      | 6     | 2             | 0           | 17:8  | +9           | 14:2   |
| 2    | Italien ↑4          | 2          | 7      | 2     | 5             | 0           | 5:2   | +3           | 9:5    |
| 3    | Sowjetunion ↓2      | 4          | 8      | 4     | 1             | 3           | 10:8  | +2           | 9:7    |
| 4    | Tschechoslowakei ↓1 | 3          | 8      | 3     | 3             | 2           | 12:10 | +2           | 9:7    |
| 5    | Belgien ↑3          | 2          | 6      | 2     | 2             | 2           | 7:7   | ±0           | 6:6    |
| 6    | England ↑1          | 2          | 5      | 2     | 1             | 2           | 5:4   | +1           | 5:5    |
| 7    | Spanien ↓2          | 2          | 5      | 2     | 1             | 2           | 6:6   | ±0           | 5:5    |
| 8    | Niederlande ↑1      | 2          | 5      | 2     | 1             | 2           | 8:9   | −1           | 5:5    |
| 9    | Jugoslawien ↓5      | 3          | 7      | 2     | 1             | 4           | 12:16 | −4           | 5:9    |
| 10   | Ungarn (=)          | 2          | 4      | 1     | 0             | 3           | 5:6   | −1           | 2:6    |
| 11   | Griechenland (N)    | 1          | 3      | 0     | 1             | 2           | 1:4   | −4           | 1:5    |
| 12   | Frankreich ↓1       | 1          | 2      | 0     | 0             | 2           | 4:7   | −3           | 0:4    |
| 13   | Dänemark ↓1         | 1          | 2      | 0     | 0             | 2           | 1:6   | −5           | 0:4    |

Anmerkungen: Kursiv gesetzte Mannschaften waren 1980 nicht dabei, fett gesetzte Mannschaft gewann das Turnier. Das 1968 durch Losentscheid entschiedene Halbfinale zwischen Italien und der UdSSR wird in dieser Tabelle als Remis gewertet – ebenso alle in Elfmeterschießen entschiedene Spiele.

## Besonderheiten
- Es war die erste Endrunde mit acht Mannschaften.
- Erstmals musste sich der Gastgeber nicht qualifizieren.
- Es war die einzige Endrunde ohne Halbfinale, da die Sieger der Gruppen direkt ins Finale einzogen
- Letztmals gab es ein Spiel um Platz 3, das zum einzigen Mal im Elfmeterschießen entschieden wurde und bis heute das EM-Elfmeterschießen mit den meisten Toren ist.
- Deutschlands späterer Rekordnationalspieler Lothar Matthäus bestritt im Gruppenspiel gegen die Niederlande sein erstes von 150 Länderspielen.
- Italien wurde als letzter Gastgeber Vierter und richtete als erster Verband zum zweiten Mal die Endrunde aus.
- Mit Deutschland und der Tschechoslowakei trafen in der Vorrunde erstmals zwei ehemalige Europameister bei einer EM aufeinander. Beide hatten auch das letzte EM-Spiel vor dieser EM, das Finale 1976 gegeneinander bestritten.
- Deutschland stand als erste und bis heute einzige Mannschaft zum dritten Mal in Folge im Finale.
- Deutschland konnte als erste Mannschaft zum zweiten Mal den Titel gewinnen.